# District de Nagasa

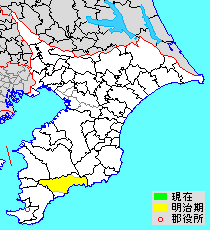

Le district de Nagasa (長狭郡, Nagasa-gun) est un district du Japon situé au sud de la préfecture de Chiba, au Japon.

## Histoire
Le district de Nagasa est un des quatre districts créés dans l'ancienne province d'Awa le 1er avril 1889. Une grande partie de la superficie du district appartenait à l'ancien domaine de Hanabusa. À l'époque de sa création, le district comprenait deux villes (Kamogawa et Amatsu) et neuf villages. Le 1er avril 1894, le district de Nagasa est intégré au district d'Awa.